# Stabkirche Torpo

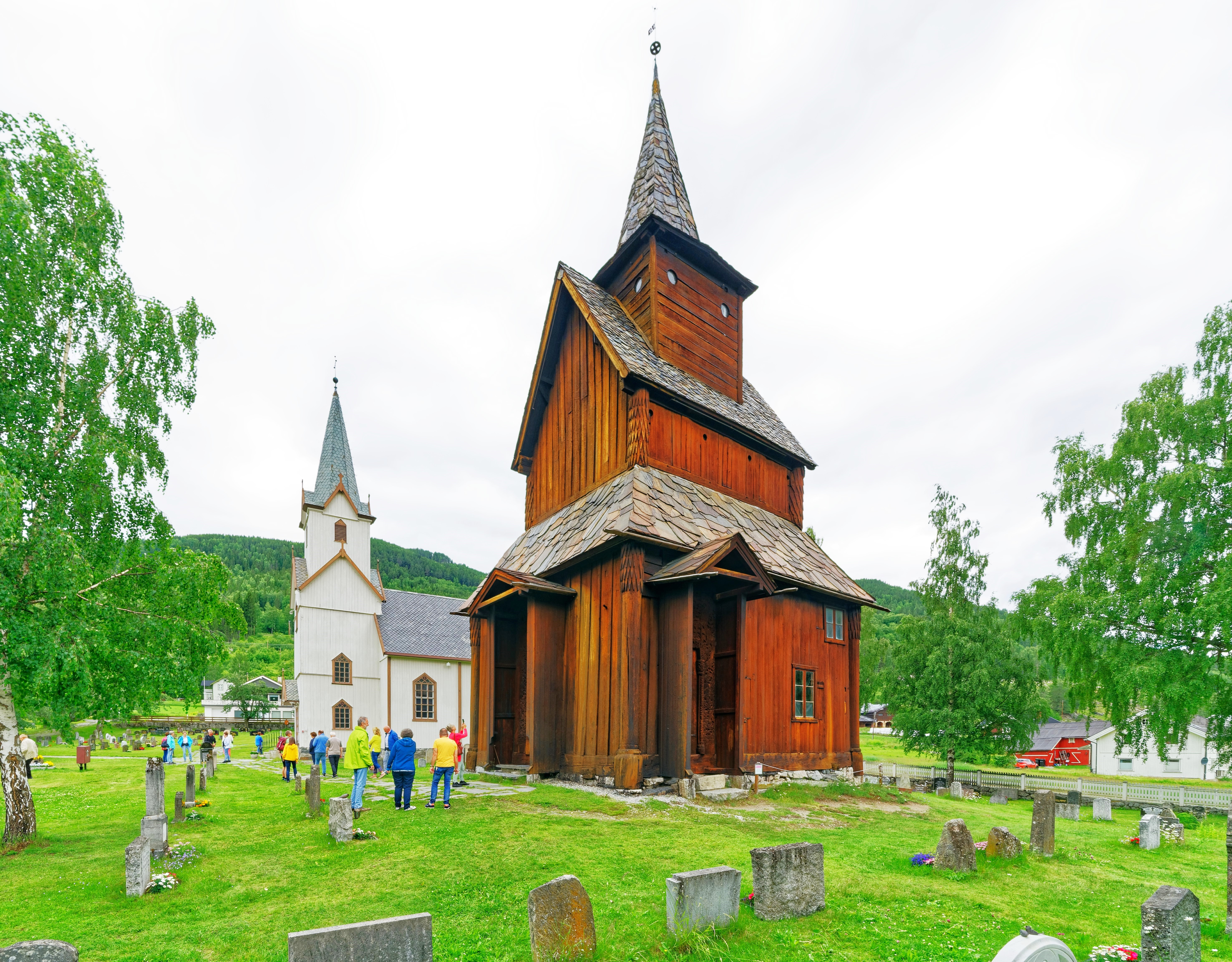
Stabkirche Torpo

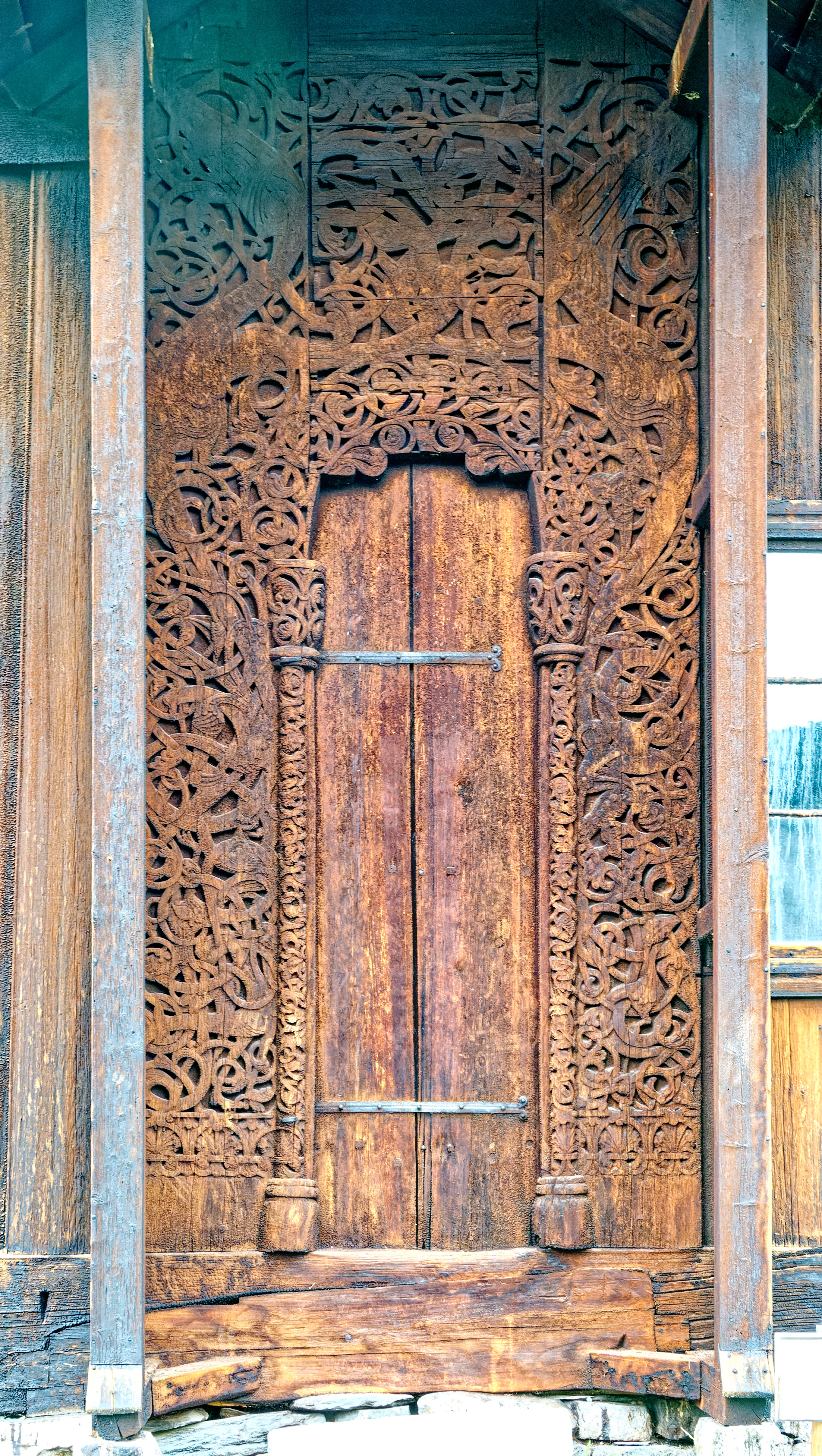
Schnitzerei in normannischem Stil an der Tür

Die Stabkirche Torpo in Torpo, einem Ortsteil von Ål, ca. 30 Kilometer nordöstlich von Geilo in der Provinz Buskerud, ist eine norwegische Stabkirche. Sie ist die einzige erhaltene Stabkirche aus Hallingdal, die nicht transloziert wurde.

## Geschichte
Urkundlich erwähnt wurde sie erstmals 1310, lässt sich aber dendrochronologisch auf etwa 1200 datieren und ist vermutlich ein Nachfolgebau einer früheren Holzkirche, von der einige Bretter mit Schnitzereien im Urnes-Stil gefunden wurden. 1880 sollte sie vollständig abgerissen und durch einen neuen Kirchenbau ersetzt werden. Der private Altertumsverein Foreningen til norske Fortidsminnesmerkers Bevaring, der bereits die Stabkirche Wang vor dem Abriss rettete, setzte sich für die Erhaltung der Kirche ein.
Die Kirche wurde stark verändert und ist heute nur noch der kleine Rest des ursprünglichen Bauwerks. Die Kirche hatte früher einen Laubengang, einen schmalen Chor und vermutlich eine Apsis. Wann der Laubengang und die Apsis abgebaut wurden, ist nicht bekannt. Ebenso ist nicht dokumentiert, ob die Kirche Dachreiter besaß. Der Chor aus dem 13. Jahrhundert wurde 1880 entfernt. Deshalb hat die Kirche heute eine turmartige Erscheinung.
Gegenüber liegt die Kirchenstube, ein Raum zum Aufwärmen der Kirchgänger im Winter. Die undichte Kirche hatte keine Heizung und konnte im Winter sehr kalt werden. Dort konnte auch der mitgebrachte Proviant verzehrt werden. 1970 wurde die Kirchenstube dem Verein für norwegische Denkmalpflege geschenkt und konnte 1982 neben der Stabkirche wieder eröffnet werden.

## Bemalung

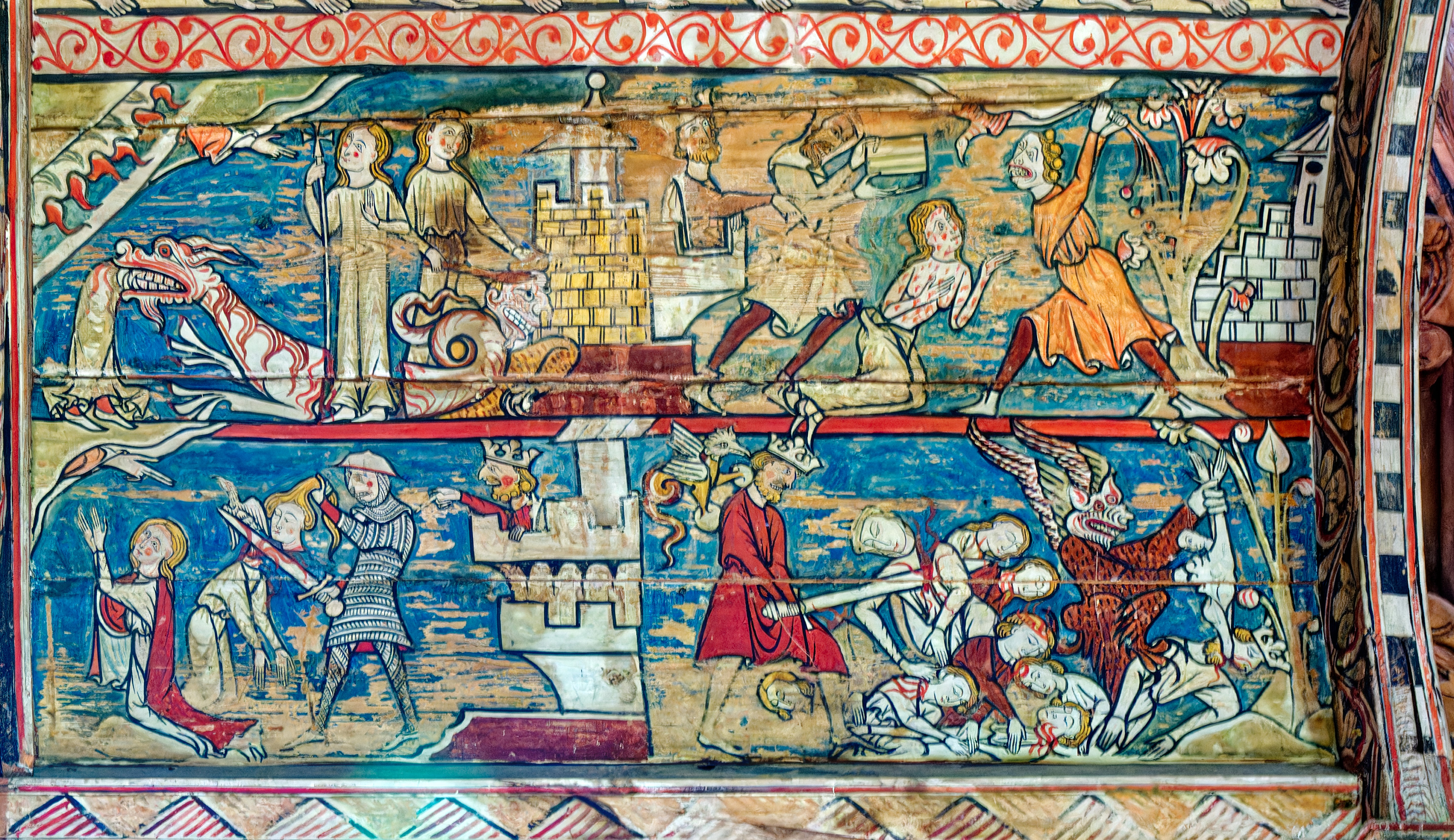
Das Martyrium der heiligen Margaretha

Die Kirche hat eine sehr bekannte Baldachinbemalung aus Leimfarbe auf Kreidebasis. In der Mitte ist Jesus Christus abgebildet und je in einer Ecke das Symbol (Mensch, Adler, Löwe, Stier) eines Evangelisten. Seitlich von Jesus Christus sind die zwölf Apostel aufgemalt. Weiter unten ist das Martyrium der heiligen Margaretha dargestellt.

Der Innenraum der Stabkirche Torpo
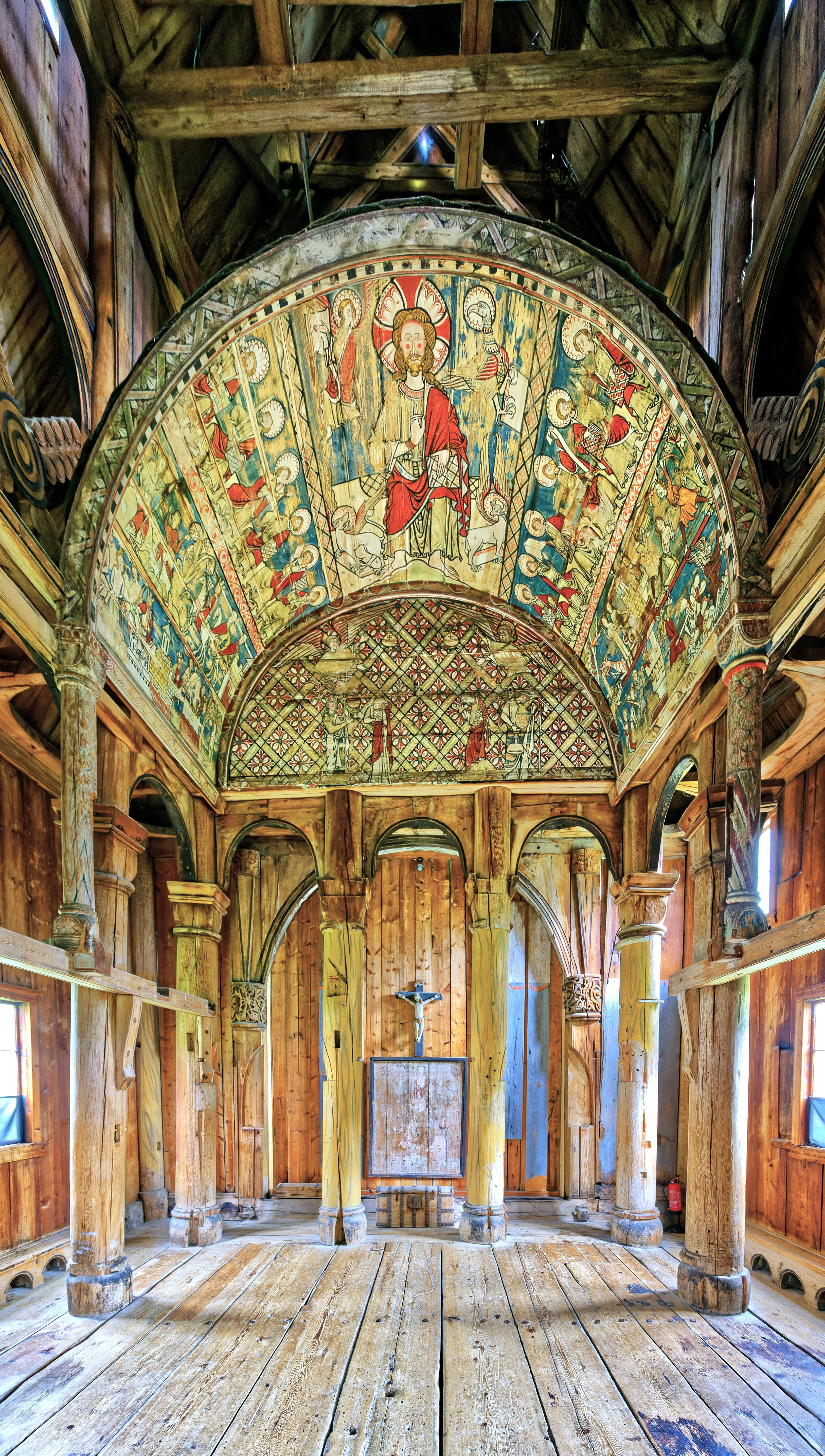
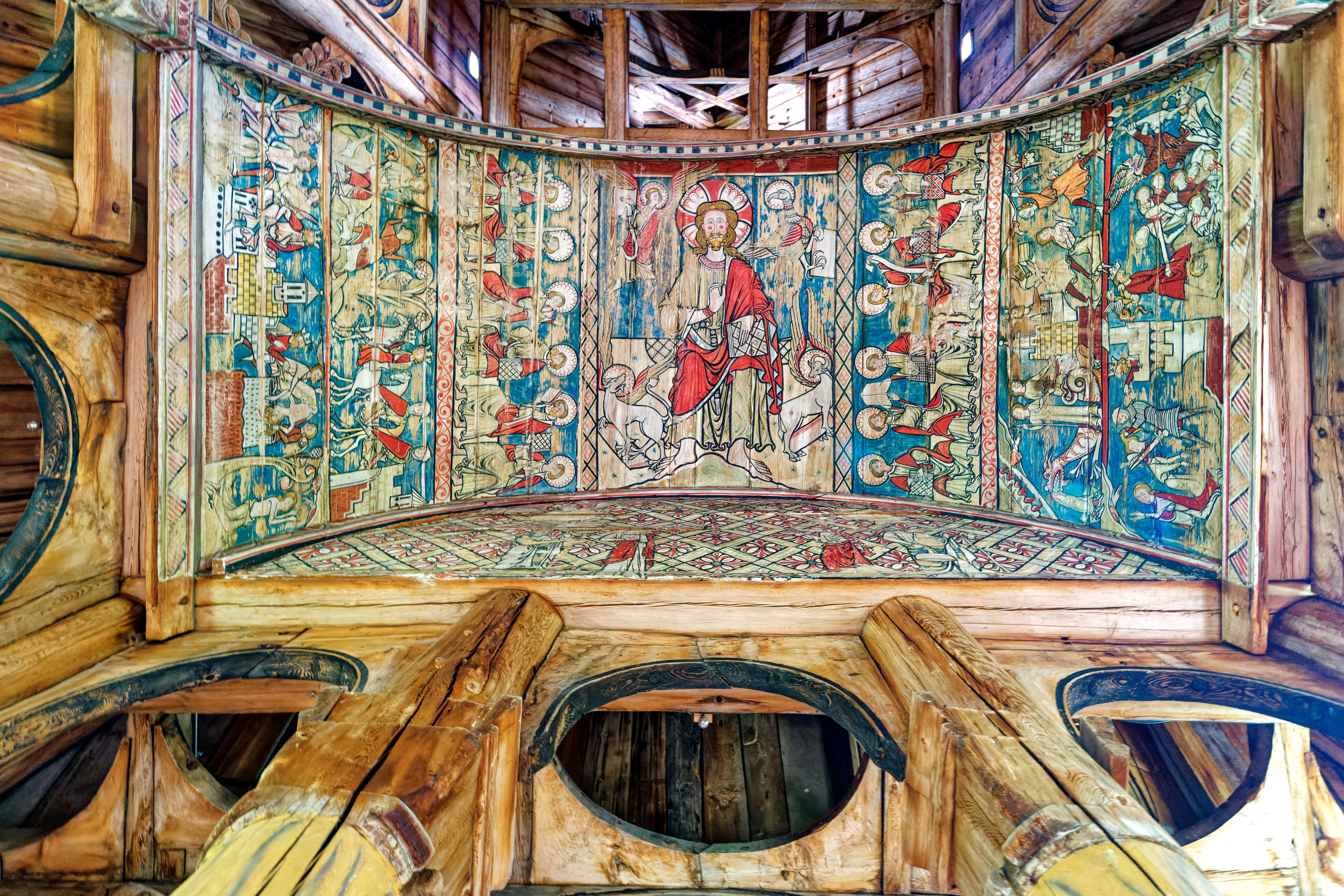
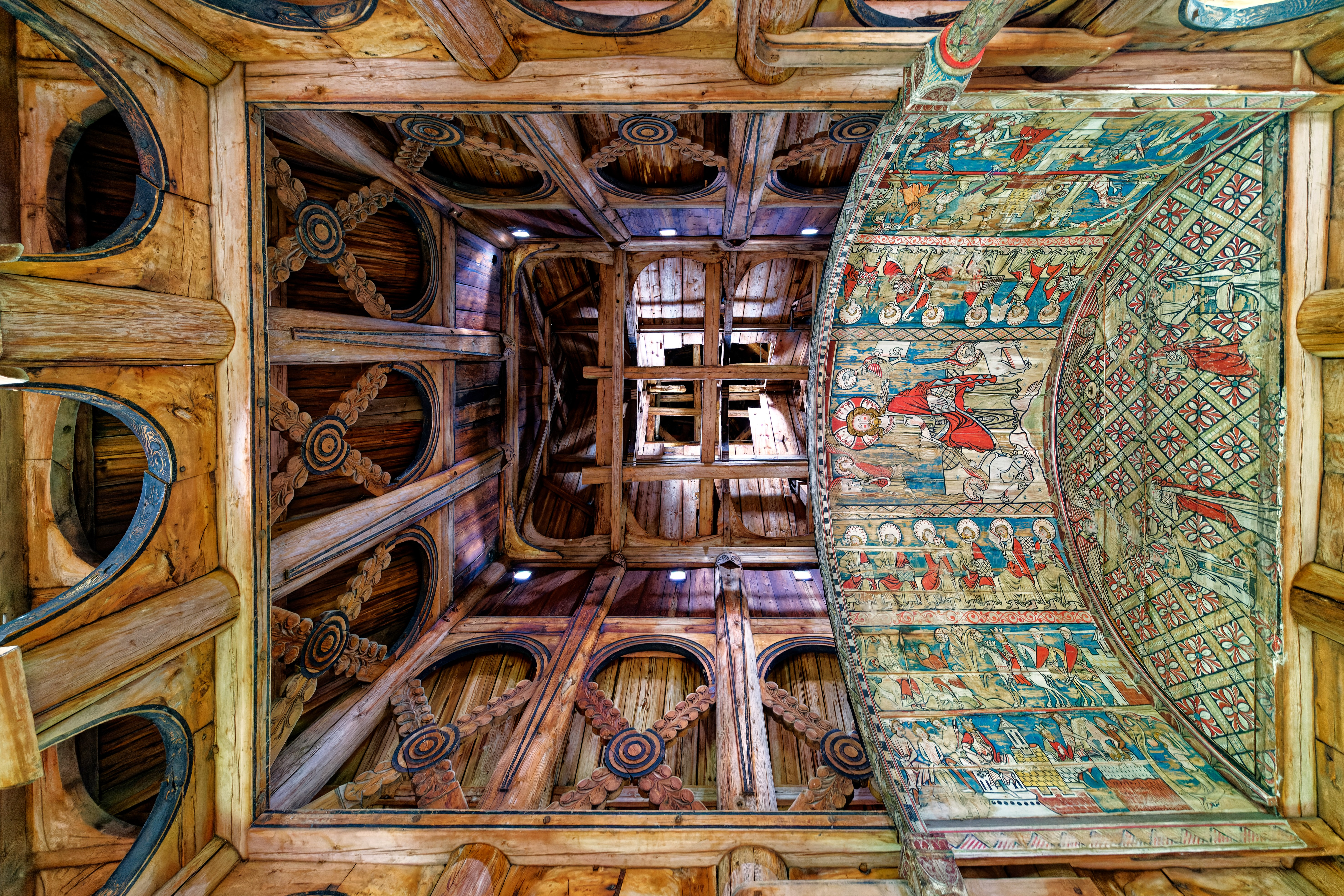
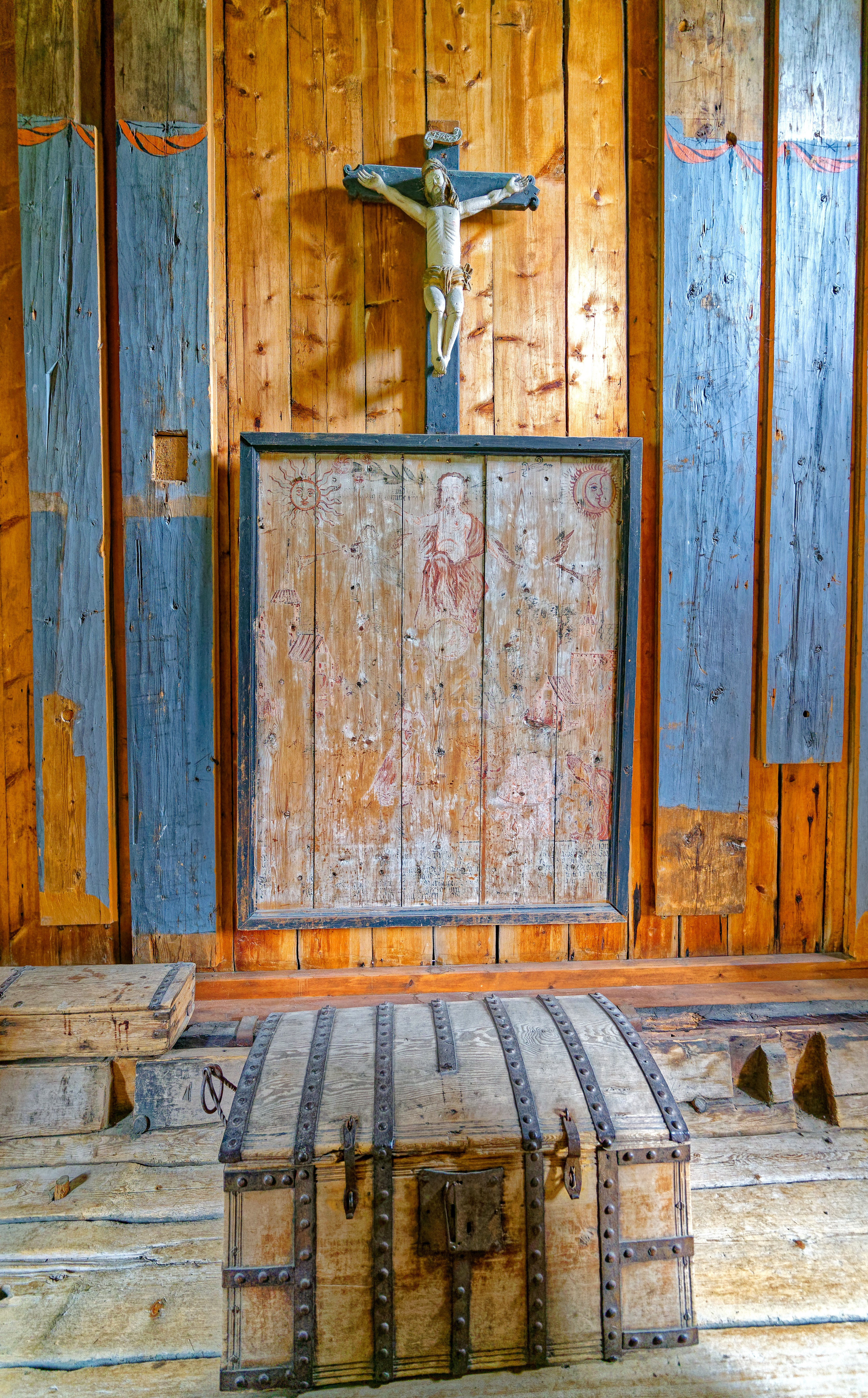